# خبث
الخُبْث لغةً:
الخُبث: مصدر، والخَبِيثُ: ضِدُّ الطَّيِّبِ مِنَ الرِّزْق والولدِ والناسِ. ويَخْبُث خَبَاثة وخُبْثًا: صار فاسدًا رديئًا مكروهًا، والمُخْبِثُ: الَّذِي يُعَلِّمُ الناسَ الخُبْثَ. وأَجاز بعضُهم أَن يُقَالَ لِلَّذِي يَنْسُبُ الناسَ إِلى الخُبْثِ: مُخْبِثٌ.
معنى الخُبْث اصطلاحًا:
الخُبْث: هو إضمار الشَّرِّ للغير، وإظهار الخير له، واستعمال الغِيلة والمكر والخديعة في المعاملات.

## ذم الخُبْث في الشرع الإسلامي

### في القرآن الكريم
ورد لفظ الخبائث في الكتاب والسنة، ومن ذلك قول الله تعالى عن نبيه محمد ﷺ: 
، وقال عن نبيه لوط: 
والخبائث جمع خبيثة، ويختلف المراد بها حسب السياق، فهي في الآية الأولى: «المحرمات من المأكولات» وقال ابن عباس: (هو لحم الخنزير والربا، وما كانوا يستحلونه من المحرمات من المآكل التي حرمها الله)، وفي الثانية: «الشذوذ».
وفسر الخبائث ابن الأعرابي تفسيراً عاماً فقال: هي المكروه، فإن كان من الكلام فهو الشتم، وإن كان من الملل فهو الكفر، وإن كان من الطعام فهو الحرام، وإن كان من الشراب فهو الضار. قال ابن حجر العسقلاني بعد إيراد كلامه: وعلى هذا.. فالمراد بالخبائث المعاصي، أو مطلق الأفعال المذمومة.
وجاء في تفسير الطبري: الخبيثات من القول والعمل للخبيثين من الناس، والخبيثون من الناس للخبيثات من القول والعمل.
عن ابن إسحاق: «ما كان الله ليذر المؤمنين على ما أنتم عليه حتى يميز الخبيث من الطيب»، أي: المنافقين.
قال أبو جعفر: يقول تعالى ذكره لنبيه محمد ﷺ، قل يا محمد: لا يعتدل الرديء والجيد، والصالح والطالح، والمطيع والعاصي، (ولو أعجبك كثرة الخبيث) يقول: لا يعتدل العاصي والمطيع لله عند الله، ولو كثر أهل المعاصى فعجبت من كثرتهم؛ لأن أهل طاعة الله هم المفلحون الفائزون بثواب الله يوم القيامة وإن قلوا، دون أهل معصيته، وإن أهل معاصيه هم الأخسرون الخائبون وإن كثروا).

### في السنة النبوية
قال ابن القيم: (فكره رسول الله ﷺ لفظ الخبث؛ لبشاعته، وأرشدهم إلى العدول إلى لفظ هو أحسن منه).
روي عن عن أبي هريرة أن رسول اللّه ﷺ قال: 
| خبث | (( يعقد الشيطان على قافية رأس أحدكم بالليل بحبل فيه ثلاث عقد، فإن استيقظ فذكر الله انحلت عقدة، فإذا قام فتوضأ، انحلت عقدة، فإذا قام إلى الصلاة انحلت عقده كلها، فيصبح نشيطًا طيب النفس قد أصاب خيرًا، وإن لم يفعل أصبح كسلًا خبيث النفس لم يصب خيرًا)). | خبث |

قال ابن حجر: قوله: ((خبيث النفس)). أي: رديء النفس غير طيبها أي مهمومًا، وقد تستعمل في كسل النفس، وفي الصحيح ((لا يقولن أحدكم خبثت نفسي)) كأنه كره اللفظ، والمراد بالخطاب المسلمون).
قال ابن عربي: هي إناث الشياطين.

## أقوال العلماء في الخُبْث
- قال أبو الدرداء: (ما لكم عباد الله لا تحابُّون وأنتم إخوانٌ على الدِّين، ما فرَّق بين أهوائكم إلَّا خُبْث سرائركم).
- قيل: (مَن طابت نفسه طاب عمله، ومَن خَبُثَت نفسه، خَبُثَ عمله).
- وقال منصور بن الحسين الرازي: (مَن كَرُم مَحْتده، حَسُن مَشْهَده. ومَن خَبُث عنصره، ساء محضره. ومَن خان هان، ومَن أدمن قَرْعَ الباب وَلَجَ).
- وقال ابن جماعة الكناني: (لا يصحُّ العلم -الذي هو عبادة القلب- إلَّا بطهارته عن خُبْث الصِّفات وحدث مساوئ الأخلاق ورديئها).

## آثار الخُبْث
1- بذاءة اللسان:
(إنَّ السَّبَّ والفُحْش وبذاءة اللِّسان مذمومة، ومنهيٌّ عنها، ومصدرها الخُبْث واللُّؤم، قال الغزالي: (والباعث على الفُحْش: إمَّا قصد الإيذاء، وإمَّا الاعتياد الحاصل مِن مخالطة الفسَّاق وأهل الخُبْث واللُّؤم ومَن عادتهم السَّبُّ).
2- الحسد:
قال المناوي: (سبب الحسد خبث النَّفس، وأنَّه داء جِبِلِّيٌّ مُزْمِن، قلَّ مَن يسلم منه).
3- كره المنفعة للناس:
وقد قال بعض العلماء: (البخيل مَن يبخل بمال نفسه، والشَّحيح الذي يبخل بمال غيره، فهذا يبخل بنعم الله على عباده الذين ليس بينهم وبينه عداوة ولا رابطة، وهذا ليس له سبب إلَّا خُبْثُ النَّفس ورَدَاءة الطَّبع، وهذا معالجته شديدة؛ لأنَّه ليس له سبب عارض، فيعمل على إزالته، بل سببه خبث الجبلَّة، فيعسر إزالته)
4- العداوة:
قال أبو طالب المكي: (مع الخبث والمكر تكون المنافرة، وهذا كله يذهب الألفة، وينقص المحبة، ويبطل فضيلة الأخوة).
7- الخبيث لا يدخل الجنة:
قال ابن القيم:

## أصناف البشر في الخبث والطيب
قال ابن القيم: (ولما كان الناس على ثلاث طبقات:
طيب لا يشينه خبيث، وخبيث لا طيب فيه، وآخرون فيهم خبث وطيب، دورهم ثلاثة: دار الطيب المحض، ودار الخبيث المحض، وهاتان الداران لا تفنيان، ودار لمن معه خبث وطيب وهي الدار التي تفنى وهي دار العصاة، فإنه لا يبقي في جهنم من عصاة الموحدين أحد، فإنه إذا عذبوا بقدر جزائهم أخرجوا من النار فأدخلوا الجنة، ولا يبقي إلا دار الطيب المحض، ودار الخبث المحض)

## التَّخلُّص مِن خُبْث النَّفس
1- الدُّعاء:
قال تعالى: ((بَلِ اللَّهُ يُزَكِّي مَنْ يَشَاءُ)) [النساء: 49]
وقال جل جلاله: ((وَإِذا سَأَلَكَ عِبادِي عَنِّي فَإِنِّي قَرِيبٌ أُجِيبُ دَعْوَةَ الدَّاعِ إِذا دَعانِ فَلْيَسْتَجِيبُوا لِي وَلْيُؤْمِنُوا بِي لَعَلَّهُمْ يَرْشُدُونَ)) [البقرة: 186]
والدُّعاء مِن أقوى الأسباب المعينة للتَّخلُّص مِن هذه الصِّفة المذمومة.
2- الرَّغبة في الأجر والثَّواب الذي يحصل بسبب سلامة الصدر.
3– مجاهدة النفس:
قال -تعالى-: (في سورة الشمس): ﴿قَدْ أَفْلَحَ مَنْ زَكَّاهَا ۝٩ وَقَدْ خَابَ مَنْ دَسَّاهَا ۝١٠﴾ [الشمس:9–10].
وقال -تعالى-: ﴿(وَجَاهِدُوا فِي اللَّهِ حَقَّ جِهَادِهِ هُوَ اجْتَبَاكُمْ)﴾.. (الحج: 78).
قال اللَّه -تعالى-: ﴿وَأَمَّا مَنْ خَافَ مَقَامَ رَبِّهِ وَنَهَى النَّفْسَ عَنِ الْهَوَى ۝٤٠﴾ -النازعات-.

يقول الله تعالى في الحديث القدسي: 
4- التَّربية:
قال تعالى (في سورة البقرة): ((يا أيها الذين آمنوا قوا أنفسكم وأهليكم ناراً وقودها الناس والحجارة)).
- قال تعالى (في سورة النحل): ﴿وَاللَّهُ أَخْرَجَكُمْ مِنْ بُطُونِ أُمَّهَاتِكُمْ لَا تَعْلَمُونَ شَيْئًا وَجَعَلَ لَكُمُ السَّمْعَ وَالْأَبْصَارَ وَالْأَفْئِدَةَ لَعَلَّكُمْ تَشْكُرُونَ ۝٧٨﴾ [النحل:78].
- وقال رسول الله ﷺ: ((كلُّ مولودٍ يُولدُ على الفطرة، فأبواه يهودانه، أو ينصرانه، أو يمجسانه)) -متفقٌ عليه-.

5- الصحبة الصالحة:
6- ذكر الله:
عن أبي هريرة رضي الله عنه: أن رسول الله ﷺ قال: ((يعقد الشيطان على قافية رأس أحدكم إذا هو نام ثلاث عقد يضرب كل عقدة عليك ليل طويل، فارقد، فإن استيقظ فذكر الله، انحلت عقدة، فإن توضأ انحلت عقدة، فإن صلى انحلت عقدة، فأصبح نشيطًا طيب النفس وإلا أصبح خبيث النفس كسلان)).
7- معرفة عقوبتها:
قال ابن تيمية: (فالنفوس الخبيثة لا تصلح أن تكون في الجنة الطيبة التي ليس فيها من الخبث شيء، فإن ذلك موجب للفساد، أو غير ممكن. بل إذا كان في النفس خبث طهرت وهذبت، حتى تصلح لسكنى الجنة).
8- اجتناب الخبيث في المطعم والمشرب والدواء:
ومن ذلك ما جاء عن رَافِعُ بْنُ خَدِيجٍ عَنْ رَسُولِ الله ﷺ قَالَ: ((ثَمَنُ الْكَلْبِ خَبِيثٌ وَمَهْرُ الْبَغِىِّ خَبِيثٌ وَكَسْبُ الْحَجَّامِ خَبِيثٌ)).
ونهى عن الدواء الخبيث. (ولا ريب أن الحرام والنجس خبيثان).